# Struthwiesen bei Kalbach
Das Naturschutzgebiet Struthwiesen bei Kalbach liegt auf dem Gebiet der Gemeinde Kalbach im osthessischen Landkreis Fulda.
Das Gebiet erstreckt sich nordöstlich von Oberkalbach und südwestlich von Uttrichshausen – beide Ortsteile von Kalbach – zu beiden Seiten der Landesstraße L 3207. Östlich des Gebietes verlaufen die L 2304 und die A 7, südwestlich verläuft die L 3206, südlich erstreckt sich das 30,1 ha große Naturschutzgebiet Seifferts bei Oberkalbach.

## Bedeutung
Das 36,4 ha große Gebiet steht seit dem Jahr 1990 unter der Kennung 1631024 unter Naturschutz.